# Aleko Rock
Der Aleko Rock (bulgarisch Нос Алеко Nos Aleko) ist ein Felsenkap an der Nordostküste der South Bay und 2 km nördlich des Spanish Point im Süden der zu den Südlichen Shetlandinseln gehörenden Livingston-Insel.
Teilnehmer der Dritten Bulgarischen Antarktisexpedition (1994–1995) benannten das Kap nach einem Gipfel im Rila-Gebirge und einem Ort im Witoscha-Gebirge, die beiderseits an den bulgarischen Schriftsteller Aleko Konstantinow (1863–1897) erinnern.